# 札幌市立羊丘中学校
札幌市立羊丘中学校（さっぽろしりつ ひつじがおかちゅうがっこう）は、北海道札幌市豊平区福住1条3丁目にある市立中学校。通称は「ひっちゅう」。

## 沿革
- 1967年 - 札幌市立月寒中学校から分離し開校。
- 1988年 - 3月26日札幌市立西岡北中学校開校式。学校分離で新2年生新3年生の約半数が移る。
- 1988年 - 完全給食開始。
- 2008年 - 特別支援学級設置。

## 部活動
- 野球部
- サッカー部
- 男子ソフトテニス部
- 女子ソフトテニス部
- 男子バレーボール部
- 女子バレーボール部
- 女子バスケットボール部
- 男子バスケットボール部
- 卓球部
- マイコン部
- 茶道部
- 美術部
- 吹奏楽部
- 男子バドミントン部
- 女子バドミントン部
- ラグビー部

### 個人部
- 剣道部

## 著名な卒業生
- 足立友里恵 - 元アイスホッケー選手
- 井幡博康 - サッカー指導者・元選手
- 内山靖崇 - プロテニス選手
- M.c.A・T（富樫明生） - ミュージシャン、音楽プロデューサー
- 佐賀一平 - サッカー指導者・元選手
- 濱大耀 - サッカー選手
- 松山大地 - サッカー指導者・元選手
- 増澤ノゾム - 俳優
- 高梨芳昌 - 読売ジャイアンツOBスカウト・元プロ野球選手
- 有江活子 - フリーアナウンサー